# بابلو
بابلو (بالبرتغالية: Pablo Nascimento Castro‏) (21 يونيو 1991 بساو لويز في البرازيل - ) هو لاعب كرة قدم برازيلي في مركز قلب الدفاع. لعب مع جيروندان بوردو وغريميو بورتو أليغرينزي ونادي أفاي لكرة القدم ونادي بونتي بريتا ونادي سيارا وAssociação Esportiva Tiradentes ‏.

## وصلات خارجية
- بابلو على موقع قاعدة بيانات كرة القدم.إي يو (الإنجليزية)
- بابلو على موقع ليكيب (الفرنسية)
- بابلو على موقع ناشيونال فوتبول تيمز (الإنجليزية)
- بابلو على موقع Soccerway.com (الإنجليزية)
- بابلو على موقع عالم كرة القدم.نت (الإنجليزية)
- بابلو على موقع AS.com (الإسبانية)